# نیل تنانت (فیلسوف)
نیل تنانت (متولد ۱ مارس ۱۹۵۰ در آفریقای جنوبی)، استاد فلسفهٔ دانشگاه ایالتی اوهایوی آمریکا ست.